# 다카야마 아키
다카야마 아키(일본어: 高山 亜樹, 1970년 3월 12일~)는 일본의 아티스틱스위밍 선수, 지도자이다. 현재 오사카체육대학에서 강사로 활동하고 있으며 1992년 하계 올림픽 싱크로나이즈에서 아사하라 후미코와 함께 듀엣 부문에서 동메달을 획득했다.

## 생애
1970년 오사카부에서 태어나 쇼인중학교와 고등학교를 졸업했고 즈시 사에코(일본어: 図司早江子)가 교사로 있던 라사수영학교(일본어: ラサスイミングスクール)에서 아티스틱스위밍 훈련을 받았다. 고등학교를 졸업한 후 오사카체육대학에 입학했고 1991년 1월 오스트레일리아 퍼스에서 개최된 1991년 세계 수영 선수권 대회에 출전해 고타니 미카코와 함께 싱크로나이즈드스위밍 듀엣 부문에서 은메달을, 단체전에서 동메달을 획득했다. 그녀는 1991년 3월 오사가체육대학 학부과정을 졸업했다.
아키는 1992년 하계 올림픽에 참가했고 오쿠노 후미코와 함께 1992년 하계 올림픽 싱크로나이즈드스위밍 듀엣 부문 예선전에서 3등을 차지했다. 이후 후미코와 함께 결선에 출전했고 결선에서 동메달을 획득했다. 그녀는 올림픽이 끝난 후 선수 경력을 마감했다.
아시야시에 있는 수영학교의 아티스틱스위밍클럽과 효고현에 있는 모교 쇼인고등학교에서 체육강사로 활동하고 있을 때 고등학교 1학년이었던 나카무라 마이를 만나 2012년 하계 올림픽에 출전하는 일본 아티스틱스위밍 국가대표팀에 마이를 발탁시켰다. 그녀는 현재 모교 오사카체육대학에서 강사로 활동하고 있다.